# Ricken Patel
Ricken Patel (* 8. Januar 1977 in Edmonton, Alberta, Kanada) ist ein kanadisch-britischer Umwelt-, Friedens- und Menschenrechtsaktivist. Er ist Gründungspräsident und der leitende Direktor von Avaaz, einer globalen Organisation mit der weltweit größten Anzahl von Onlineaktivisten und über 48 Mio. Unterstützern.

## Leben
Patel wurde 1977 in Edmonton als Sohn eines in Kenia geborenen gujaratstämmigen Vaters und einer britischen Mutter geboren.
Als Junge besuchte er eine Schule in einem Indianerreservat und war dort Mobbing ausgesetzt. In einem Interview mit der Times berichtete er: „Ich habe mich immer mit Leuten solidarisch gefühlt, die ungerecht behandelt wurden. Meine Erklärung dafür ist, dass ich von meiner Mutter so viel Liebe bekam, dass ich immer davon übrig hatte, um sie weiterzugeben.“
Patel studierte Philosophie, Politik- und Wirtschaftswissenschaften am Balliol College der Universität Oxford, wo er sich 1998 an den Kampagnen gegen die Einführung von Studiengebühren in Großbritannien beteiligte. Er war Jahrgangsbester und übernahm führende Aufgaben in der Studentenselbstverwaltung. Später schloss er ein Masterstudium in Public Policy an der John F. Kennedy School of Government in Harvard ab, wo er mit seinen Oxforder Erfahrungen half, einem Projekt große Öffentlichkeit zu verschaffen, das einen „gerechten Lohn“ für die Angestellten der Universität zum Ziel hatte (The Harvard Living Wage Campaign).

## Wirken
Nach seinem Studium arbeitete Patel als Berater in Sierra Leone, Liberia, Sudan und Afghanistan, darunter auch für die International Crisis Group, eine NGO, die sich mit Friedens- und Konfliktforschung beschäftigt.
Patel wurde Gründer und Executive Director von Res Publica, einer global aktiven Menschenrechtsorganisation, die sich unter anderem die Aufgabe setzte, den Genozid in Darfur zu beenden und in der US-amerikanischen Politik eine globale Verantwortungsethik zu befördern. Das erklärte Ziel von ResPublica war, „gute Regierungsführung, bürgerliche Tugenden und Beteiligungsdemokratie“ zu fördern. Während seines Aufenthalts in den USA war Patel an der Online-Organisation MoveOn.org beteiligt, wo er sich auch das Werkzeug und die Kenntnisse für die Durchführung von Internetkampagnen erwarb.
2007 gründete Patel Avaaz (persisch: Stimme), zunächst als reine Online-Kampagnen-Organisation mit dem Ziel, „die Lücke zu schließen zwischen der Welt, wie sie ist, und der, die sich die meisten Menschen überall wünschen“. Avaaz engagiert sich in und außerhalb des Internets aktiv für Menschenrechte, soziale Gerechtigkeit, Umweltschutz, Medienfreiheit und Friedens- und Sicherheitsthemen. Avaaz hat nach eigenen Angaben Mitglieder in allen Ländern der Welt, aktuell mehr als 48 Millionen. Patel spricht von Avaaz als einer Gemeinschaft und einer Technik-Plattform, welche „dem globalen Hunger nach mehr Demokratie nur eine Stimme gegeben“ habe.
Im syrischen Bürgerkrieg unterstützte Avaaz den Aufbau eines unabhängigen Journalistennetzes und organisierte riskante Evakuierungsaktionen entführter Journalisten.
Im amerikanischen Präsidentschaftswahlkampf 2016 engagierte sich Avaaz gegen die Kandidatur des später zum 45. US-Präsidenten gewählten Donald Trump.
Aktueller Schwerpunkte der Arbeit von Avaaz und Patel ist der Klimawandel.

## Rezeption
Patel zierte 2013 das Titelbild der Mai/Juni-Ausgabe des Magazins Intelligent Life. Der Guardian bezeichnete Patel als den „globalen Protagonisten des Online-Protestes“ mit einem „begeisternden Sinn für Optimismus.“
Patel wurde von der Huffington Post zum „Ultimativen Veränderer im Politikbetrieb“ gewählt und in die Liste der world's top 100 thinkers des Foreign-Policy-Magazins aufgenommen. Auf dem Weltwirtschaftsforum wurde er unter die „Young Global Leaders“ berufen. Der Guardian spricht von ihm als dem „globalen Führer des Online-Protests“.